# Sabrina Enaux
Sabrina Enaux (Saint-Dié-des-Vosges, 1 de abril de 1978) es una deportista francesa que compitió en ciclismo de montaña en la disciplina de campo a través. Ganó una medalla de bronce en el Campeonato Mundial de Ciclismo de Montaña en Maratón de 2016.

## Medallero internacional
| Campeonato Mundial | Campeonato Mundial | Campeonato Mundial | Campeonato Mundial |
| Año                | Lugar              | Medalla            | Competición        |
| ------------------ | ------------------ | ------------------ | ------------------ |
| 2016               | Laissac (Francia)  | Medalla de bronce  | Campo a través     |